# Октабромид трикремния
Октабромид трикремния — неорганическое соединение,
бромпроизводное трисилана с формулой Si3Br8,
бесцветные кристаллы,
гидролизуется водой.

## Получение
- Пиролиз полимерного дибромида кремния (SiBr2)n при 350°С с отгонкой продуктов разложения в охлаждаемый жидким азотом приёмник. Полученную смесь разделяют фракционированием в вакууме. при этом образуется ≈10% SiBr4, ≈40% Si2Br6, ≈10% Si3Br8, ≈5% Si4Br10 и ≈3% Si5Br12.

## Физические свойства
Октабромид трикремния образует бесцветные кристаллы,
гидролизуется водой,
растворяется в тетрахлорметане, сероуглероде, бензоле.